# Willebroek
Willebroek (fr. Willebroeck, Willebrouck) – miejscowość i gmina (gemeente) w Belgii, w Regionie Flamandzkim, w prowincji Antwerpia, w okręgu Mechelen. 

## Podział administracyjny
W skład gminy wchodzą trzy dzielnice (deelgemeente):
- Blaasveld
- Heindonk
- Tisselt

## Współpraca
Miejscowości partnerskie:
- Boussu, Hainaut
- Kiremba, Burundi